# Pique Chela
El Pique Chela fue un balneario y lugar de encuentro recreativo para familias pampinas construido a fines del siglo XIX (en ese tiempo territorio boliviano) situado en pleno Desierto de Atacama situado a 12 km al oeste de la localidad de Sierra Gorda y a 300 m al sur poniente de la ruta G-25.
Actualmente en estado de abandono y está considerado parte de la Ruta de los senderos culturales de la pampa salitrera. Sus coordenadas geográficas son 22°59′05.25″S 69°23′25.39″O / -22.9847917, -69.3903861

## Descripción
Es un recinto rectangular de aproximadamente 4.000 m2 de superficie, tiene un pique o pozo seco de más de 40 m de profundidad de donde se extraía el agua de napa subterránea (hoy seco y que constituye un peligro), una piscina de latón de 12 m por 6 m y 1.7 m de altura, restos de casetas y una casa-comedor conocida como Casona Vergara que en buenas condiciones de conservación. Es además característico por una arboleda aparentemente seca.

## Historia
Fue construido inicialmente como parte del suministro de agua de ferrocarriles entre los años 1880-1900 y en la década de los 20 se proyectó como una zona recreacional para viajeros entre cantones u oficinas, originalmente fue conocido como Cantón Bolivia o Cantón Central. Luego pasó a manos de la compañía Andes Mining que lo convirtió en un balneario.
Su abandono y deterioro fue paulatino entre 1950 y 1980 cuando el ferrocarril (FCAB) deja de operar el suministro de agua del pique a raíz de una crisis minera que afectó el lugar.

Galería de imágenes de Pique Chela
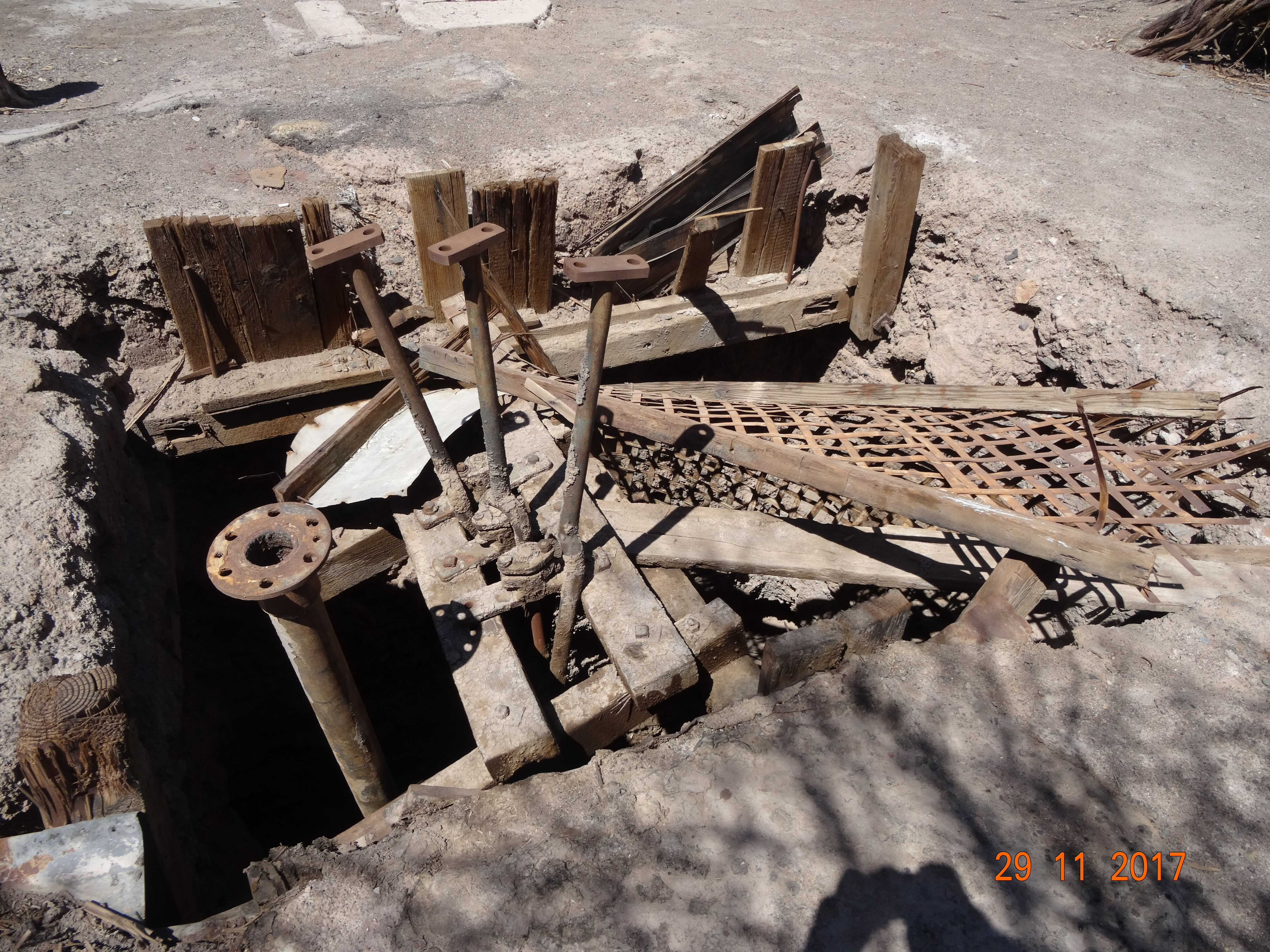
Restos del pique o pozo de extracción de agua subterránea.
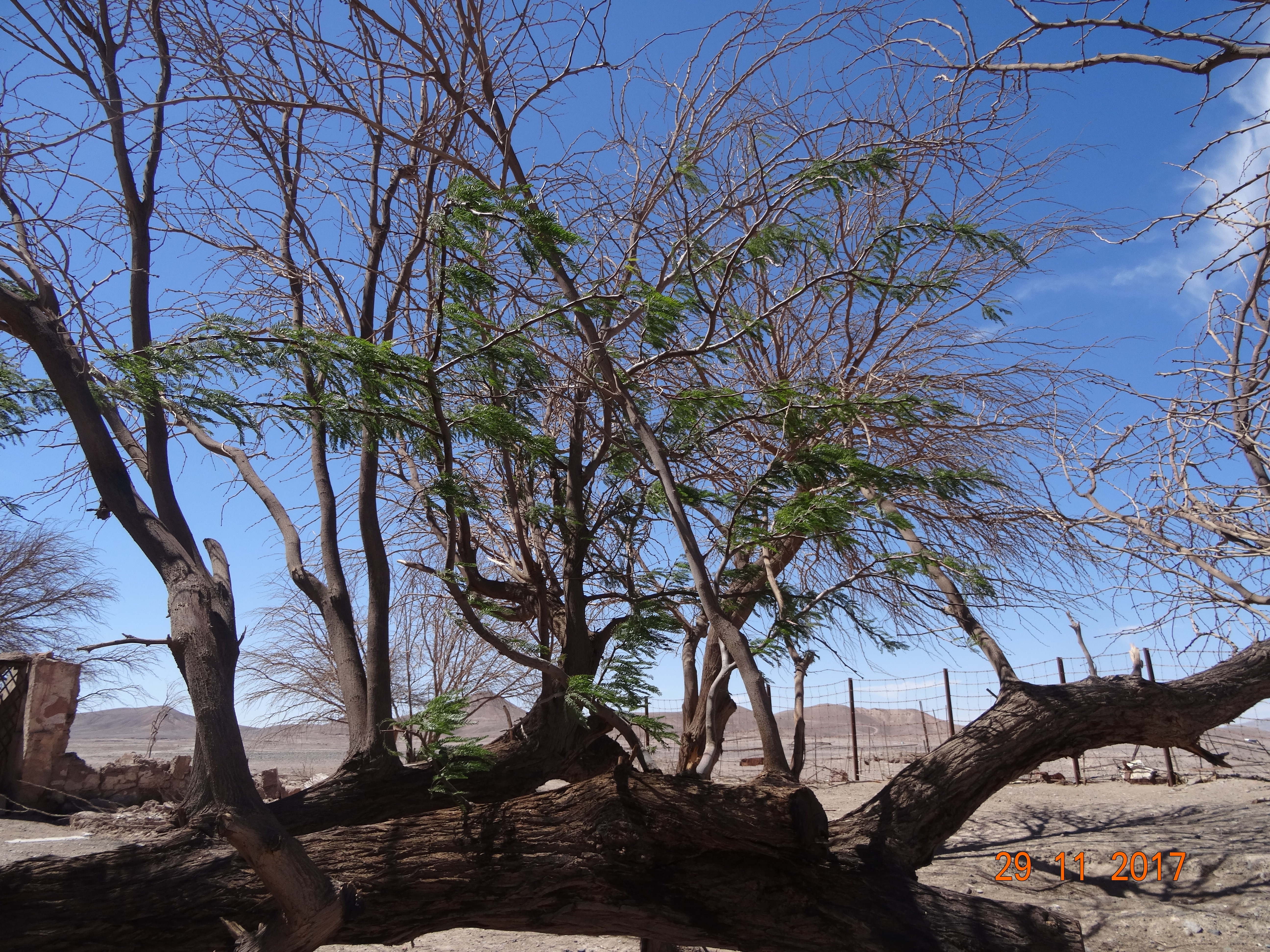
Arboleda en Pique Chela.
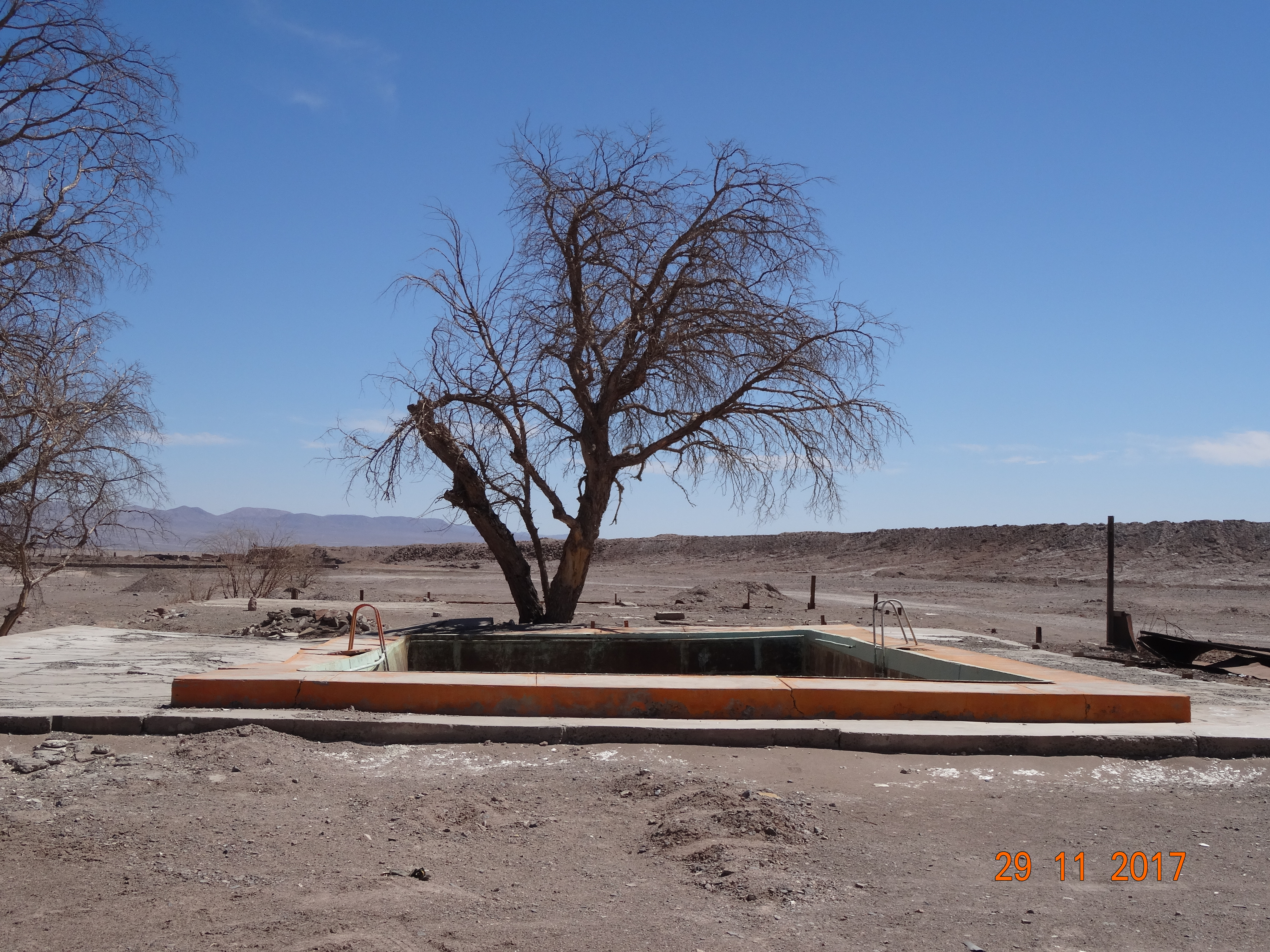
Piscina en Pique Chela.